# Октен-1-ол-3
Октен-1-ол-3, сокращенно октено́л, также известный как грибной спирт — спирт, ответственный за грибной запах, содержится в дыхании и поте человека, также привлекает комаров.
Считается, что средство от насекомых диэтилтолуамид действует, блокируя рецепторы запаха октенола у насекомых.
Впервые выделен из измельченных грибов мацутакэ Мурахаси в 1936 и 1938 годах. Недавнее исследование летучих веществ этого гриба показало, что октенол образуется только при разрушении тканей. Этот спирт содержится во многих других грибах, где он возможно играет роль антисептика.

## Нахождение в природе
- Вырабатывается несколькими растениями и грибами, включая съедобные грибы и мелиссу лимонную.
- Образуется при окислительном распаде линолевой кислоты[10].
- Отвечает за появление запаха плесени во влажных помещениях[11].
- Это также недостаток вина, как называемый пробковый налёт, возникающий в винах, изготовленных из винограда, зараженного гроздевой гнилью[12].

## Свойства
Октен-1-ол-3 — вторичный спирт, полученный из 1-октена. Он существует в виде двух энантиомеров: (R)-(−)-октен-1-ола-3 и (S)-(+)-октен-1-ола-3.

Два энантиомера Октен-1-ола-3

## Синтез
Известны два лабораторных синтеза октен-1-ола-3: с помощью реакции Гриньяра между акролеином и йодистым амилом и путём селективного восстановления 1-октен-3-она.
Биохимически октен-1-ол-3 образуется в результате перекисного окисления линолевой кислоты, катализируемого липоксигеназой, с последующим расщеплением полученного гидропероксида с помощью гидропероксидлиазы.
Эта реакция протекает в сыре и используется в биотехнологии для получения (R)-изомера.

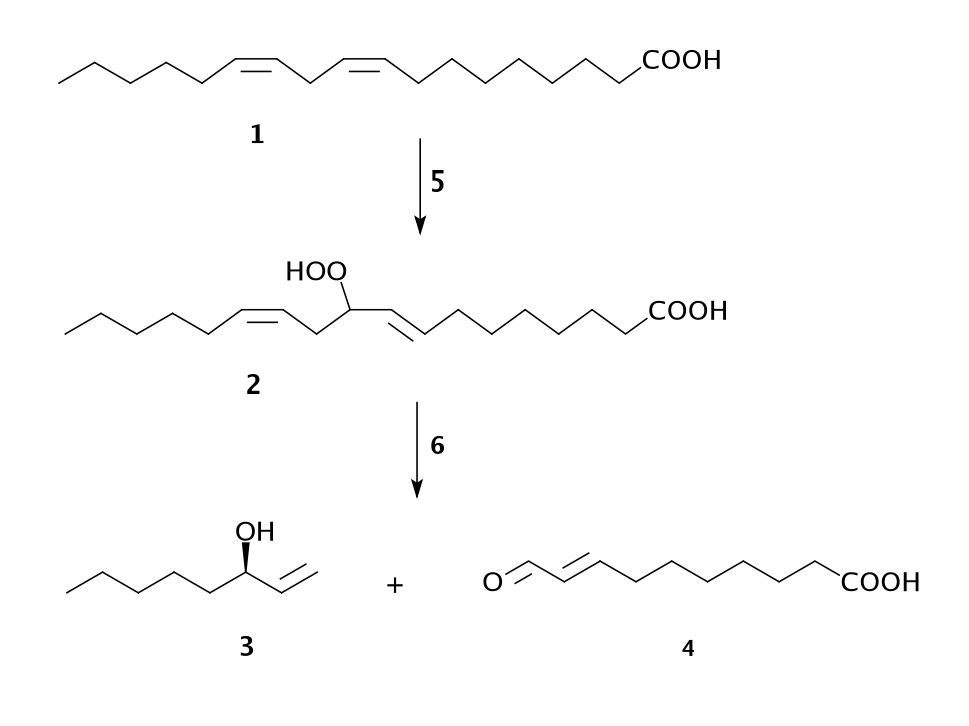
Биосинтез (R)-октен-1-ола-3: 1) линолевой кислоты, 2) (8e,12z)-10-гидропероксиоктадекадиеновой кислоты, 3) (R)-октен-1-ола, 4) (8e)-10-оксодеценовой кислоты, 5) липоксигеназа, 6) гидропероксидлиаза.

## Использование
Октенол используется, иногда в сочетании с углекислым газом, для привлечения насекомых с целью уничтожения их с помощью определенных электрических устройств.

## Здоровье и безопасность
Октенол одобрен Управлением по контролю за продуктами питания и лекарствами США в качестве пищевой добавки. Он обладает умеренной токсичностью, его LD 50 составляет 340 мг/кг.
В ходе исследования на животных было обнаружено, что октенол нарушает гомеостаз дофамина и может быть фактором окружающей среды, вызывающим паркинсонизм.